# Ana Santos
Pour les articles homonymes, voir Santos (homonymie).
Ana Santos née en 1982 à Espinho est une sculptrice portugaise. Elle vit et travaille à Lisbonne.

## Biographie
Ana Santos apprend la sculpture à l'université de Porto dont elle est diplômée en 2005. Elle obtient également un master en culture contemporaine et nouvelles technologies à l'Université nouvelle de Lisbonne, en 2010. Ana Santos produit ses sculptures à partir de produits familiers et usuels (parapluies, classeurs), qu'elle transforment et recombinent. Son travail consiste aussi à transformer directement des matériaux comme le bois, le marbre ou le plomb.
Les œuvres qu'elle expose en 2019 sont sans titre, ce qui établit des connexions entre les unes les autres. Une des pièces qu'elle présente est faite à partir de tuyaux de plomberie. Ils sont en métal argenté, ils déversent des filets de tissu vert et scintillant.
Le travail d'Ana Santos fait partie de l'exposition Art contemporain portugais, présentée au Frac Nouvelle-Aquitaine La Méca, à Bordeaux, en 2022.

## Expositions
- Trabalho, Chiado 8, Lisbonne, 2012[1]
- Timbre, The Goma, Madrid, 2018[4]
- Anátema, Museu de Arte, Arquitetura e Tecnologia, Lisbonne, 2019[5]
- Verão, The Goma, Madrid, 2020[6]

## Prix
- prix EDP New Artists, 2014[7]
- Prix de la Fundación Botín pour les arts visuels, 2019-2020[8]